# جيليان جوزيف
جيليان جوزيف (بالإنجليزية: Gillian Joseph)‏ هي صحفية ومذيعة أخبار بريطانية، ولدت في 20 يوليو 1969 في كوفنتري في المملكة المتحدة.

## وصلات خارجية
- جيليان جوزيف على موقع IMDb (الإنجليزية)